# Wilsey
Wilsey – miasto w Stanach Zjednoczonych, w stanie Kansas, w hrabstwie Morris.